# BOØWY meets PERSONZ〜BOYS, WILL BE BOYS〜
『BOØWY meets PERSONZ〜BOYS, WILL BE BOYS〜』（ボウイ・ミーツ・パーソンズ）は、日本のロックバンド、PERSONZ初のカバーアルバムで2作同時リリースある。
PERSONZのセルフカバーとBOØWYのカバー「DREAMIN'」「MARIONETTE」「JUSTY」「RUNAWAY TRAIN」「ONLY YOU」を収録。初回版と2010年版でジャケットが2種類存在するが、収録内容は同じである。

## 収録曲
1. DREAMIN'
（作詞：布袋寅泰、松井五郎 / 作曲：布袋寅泰）
2. BE HAPPY
（作詞：JILL / 作曲：渡邉貢）
3. MARIONETTE
（作詞：氷室京介 / 作曲：布袋寅泰）
4. 夢の咲く花
（作詞：JILL/ 作曲：藤田勉）
5. JUSTY
（作詞：氷室京介 / 作曲：布袋寅泰）
6. MIDNIGHT TEENAGE SHUFFLE
（作詞：JILL/ 作曲：本田毅）
7. RUNAWAY TRAIN
（作詞：氷室京介 / 作曲：布袋寅泰）
8. NOBODY'S PERFECT
（作詞：JILL / 作曲：渡邉貢）
9. ONLY YOU
（作詞：氷室京介 / 作曲：布袋寅泰）
10. DEAR FRIENDS
（作詞：JILL / 作曲：渡邉貢）

## 品番
- CD:XNHT-10017